# فمینیسم در فرانسه
فمینیسم در فرانسه تاریخ و اندیشه‌های جنبش‌های فمینیستی در کشور فرانسه است. فمینیسم در فرانسه را می‌توان به‌طور تقریبی به سه موج تقسیم کرد:موج اول فمینیسم شامل انقلاب فرانسه تا جمهوری سوم است که عمدتاً به حق رأی زنان و حقوق مدنی ایشان مربوط می‌شد. مشارکت‌های قابل توجهی برخاسته از جنبش‌های انقلابی در انقلاب ۱۸۴۸ فرانسه و کمون پاریس حاصل شد که در سال ۱۹۴۴ هنگامی که زنان حق رای به دست آوردند به اوج خود رسید.
با آغاز قرن 21 میلادی، موج سوم فمینیسم از سال ۲۰۰۰ دستاوردهای موج دوم را ادامه داد و در عین حال عناصر فمینیسم پسااستعماری را اضافه کرد و به حقوق زنان در کنار دیگر گفتمان‌های جاری، به‌ویژه آنهایی که پیرامون نژادپرستی هستند، نزدیک شد.

## موج اول

### انقلاب فرانسه
در نوامبر ۱۷۸۹، در همان آغاز انقلاب فرانسه، درخواستی از زنان به مجلس ملی ارائه شد، اما مورد بحث قرار نگرفت. اگرچه جنبش‌های مختلف فمینیستی در طول انقلاب ظهور کردند، اکثر سیاستمداران از نظریه‌های روسو که در امیل آمده‌است پیروی کردند، که زنان را به نقش مادر و همسر محدود می‌کرد. مارکی دو کندورسه، سیاست‌مدار، ریاضی‌دان، اقتصاددان، نویسنده، و فیلسوف فرانسوی استثنای قابل توجهی بود که از حقوق برابر برای هر دو جنس دفاع می‌کرد.
دیوید تامسن در کتاب «اروپا از دوران ناپلئون» می‌نویسد: « روز 5 اکتبر همان سال، حدود شش یا هفت هزار نفر از زنان پاریسی در زیر باران به سوی ورسای حرکت کردند تا فریاد درخواست نان سر دهند و پادشاه را به پاریس بیاورند.»
انجمنی در سال ۱۷۹۰ توسط کلود دانسارت تأسیس شد که شامل افراد برجسته ای مانند اتا پالم دالدرز، ژاک ابر، لوئیز فلیسیته د کرالیو، پائولین لئون، تروژین د مریکورت، مادام رولان، ترزا کاباروس، و مرلین دو تیونویل بود. سال بعد، الیمپ دگوژ اعلامیه حقوق زن و شهروند زن را منتشر کرد که نامه ای خطاب به ملکه ماری آنتوانت بود که در آن خواستار اقداماتی به نفع حقوق زنان شده بود. دگوژ دو سال توسط انقلابیون تندرو فرانسه به جرم خیانت و حمایت از انقلاب و سلطنت محکوم شد و در سوم نوامبر ۱۷۹۳ زیر گیوتین گردن زده شد.
در فوریه ۱۷۹۳، پائولین لئون و کلر لاکومب انجمن انقلابیون جمهوری‌خواهان انقلابی (جامعه جمهوری‌خواهان انقلابی - آخرین e در جمهوری‌خواهان که به صراحت زنان جمهوری‌خواه را نشان می‌دهد) منحصراً زن را ایجاد کردند که دارای دویست عضو بود. آنها در سقوط ژیروندین‌ها شرکت داشتند. لاکومب از دادن اسلحه به زنان حمایت می‌کرد. با این حال، انجمن در سال بعد توسط دولت انقلابی غیرقانونی اعلام شد.

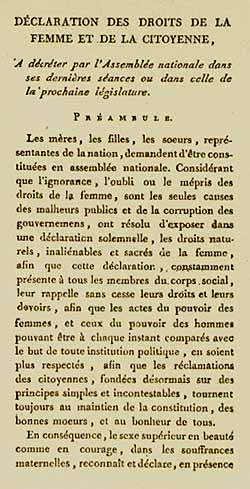
صفحه اول اعلامیه حقوق زن و شهروند زن،1791

### جمهوری دوم
جنبش فمینیستی دوباره در جنبش‌های سوسیالیستی نسل رمانتیسم، به ویژه در میان سنت سیمونیان پاریسی گسترش یافت. زنان آزادانه سبک زندگی جدیدی را اتخاذ کردند که خشم افکار عمومی را برانگیخت. آنها مدعی برابری حقوق بودند و در فعالیت‌های ادبی فراوان شرکت داشتند. از سوی دیگر، تئوری سوسیالیستی آرمان‌شهری شارل فوریه، اقتصاددان و فیلسوف فرانسوی در مورد احساسات از «عشق آزاد» حمایت می‌کرد. الگوی معماری او از جامعه فالانستری به صراحت رهایی زنان را در نظر می‌گرفت.
بازگشت بوربون‌ها به سلطنت فرانسه ممنوعیت طلاق را مجدداً در سال ۱۸۱۶ برقرار کرد. هنگامی که سلطنت ژوئیه حقوق سیاسی اکثریت جمعیت را محدود کرد، مبارزه فمینیستی دوباره به مبارزه جمهوری خواهان و سوسیالیست‌ها برای «جمهوری دموکراتیک و اجتماعی» پیوست که منجر به انقلاب ۱۸۴۸ و اعلام جمهوری دوم شد. انقلاب ۱۸۴۸ به مناسبت بیان عمومی جنبش فمینیستی تبدیل شد که خود را در انجمن‌های مختلف سازماندهی کرد.

### دوران زیبا
در طول دوران پر رونق فرهنگی دوران بل اپوک، به ویژه در اواخر قرن نوزدهم، فمینیسم و دیدگاه زنانگی تغییرات اساسی را تجربه کردند که از طریق اعمال جسارت زنان و طرد انگ‌های قبلی مشهود بود. بارزترین ویژگی این دوره که با این اقدامات نشان داده شد، قدرت انتخابی است که زنان شروع به تسخیر آن کردند. چنین اعمالی شامل شرکت این زنان در روش‌های غیراستاندارد ازدواج می‌شد. انجام مشاغلی که نقش جنسیتی را به چالش می‌کشیدند، و عمیقاً بر ایدئولوژی‌های اجتماعی مربوط به زنانگی از طریق نوشته‌ها تأثیر گذاشتند.
روزنامه‌های فمینیستی به سرعت گسترده‌تر شدند و در تغییر دیدگاه زنان و حقوق آنها نقشی ایفا کردند. از آنجایی که این دوران وعده‌های برابری را می‌داد، پس از انقلاب فرانسه، زنان هنوز نتوانسته بودند عنوان شهروندان برابر را به دست آورند، و انتشار نظراتی که برای ارتقای حقوق زنان انجام می‌شد، به یک کار دشوار و خطرناک تبدیل می‌شد. در میان این روزنامه‌ها، قابل توجه‌ترین روزنامه La Fronde اثر مارگریت دوراند است که به‌طور کامل توسط زنان اداره می‌شود.

## حق رای
در سال ۱۹۰۹، ژان الیزابت اشمال، نجیب‌زاده و فمینیست فرانسوی، اتحادیه فرانسه برای حق رأی زنان را برای دفاع از حق رأی زنان در فرانسه تأسیس کرد. علیرغم برخی تغییرات فرهنگی پس از جنگ جهانی اول، که منجر به این شد که زنان جایگزین کارگران مردی شوند که به جبهه رفته بودند، آنها به عنوان آنه فولس شناخته می‌شدند و شور و نشاط آنها به گروه بسیار کوچکی از نخبگان زن محدود می‌شد. رمان La Garçonne اثر ویکتور مارگریت (۱۹۲۲)، که زنی رهایی یافته را به تصویر می‌کشد، رسوایی تلقی می‌شد و باعث شد که لژیون دونور خود را از دست بدهد.